# Lydie Romanská
Lydie Romanská (* 13. září 1943 Polanka nad Odrou) je česká básnířka, prozaička, sbormistryně a pedagožka.

## Život

### Studium
V roce 1960 maturovala na jedenáctileté střední škole v Ostravě, následně studovala učitelství 1. stupně na Pedagogickém institutu v Ostravě (absolvovala v roce 1963). Souběžně navštěvovala čtyřleté večerní studium na Lidové konzervatoři v Ostravě se zaměřením na klavírní hru. V letech 1967–1968 si doplnila odborné muzikologické vzdělání externím studiem hudební výchovy pro druhý stupeň základních škol. V roce 2005 obhájila rigorózní práci na Pedagogické fakultě Ostravské univerzity z oboru muzikologie (titul PhDr., téma práce: Dobroslav Lidmila – hudební skladatel, sbormistr, pedagog).

### Pedagogické působení
Od roku 1962 učila na základních školách v Ostravě. V letech 1992–2012 byla ředitelkou Základní umělecké školy Dobroslava Lidmily v Ostravě-Svinově. Jako sbormistryně a dirigentka vedla několik sborových těles, organizovala koncerty vokální hudby. V letech 1975–2004 vedli spolu s Dobroslavem Lidmilou Dětský pěvecký sbor Svinov, později přejmenovaný na Cantabo Svinov cz. S ním koncertovali v řadě zemí střední Evropy: Slovensko, Maďarsko, Polsko, Rakousko, Itálie, Německo, opakovaně Švýcarsko. Od roku 1976 do roku 2013 byla sbormistryní Ženského komorního sboru Dobroslava Lidmily. V letech 1998–2009 vedla na Ústavu bohemiky a knihovnictví Slezské univerzity v Opavě seminář tvůrčího psaní.

### Osobní život
Po skončení 2. světové války se rodina Romanských přestěhovala z Polanky nad Odrou do Ostravy-Svinova, kde autorka doposud žije ve venkovském domě se zahradou. V roce 1987 se provdala po dlouholetém vztahu za hudebního skladatele a sbormistra Dobroslava Lidmilu (1926–2006), se kterým od roku 1963 spolupracovala nejprve jako korepetitorka, později jako sbormistryně. Některé své verše poskytla jako texty k Lidmilovým vokálním skladbám: kantátám, malým dětským operám, cyklům písní pro děti atp.

### Činnost v literárních organizacích
Patří k zakládajícím osobnostem ostravské literární skupiny Autoři v povijanu (počátek 60. let 20. století, Miroslav Stoniš, Vladimír Macura, Josef Frais, aj.). V Obci spisovatelů pracovala v letech 1990–2024, v letech 2007–2017 byla předsedkyní ostravského střediska Obce spisovatelů ČR.  V letech 2008–2014 působila v redakční radě časopisu Průhledy.  Od roku 2011 je členkou Českého centra Mezinárodního PEN klubu a od roku 2017 mimořádnou členkou Spolku slovenských spisovatel'ov. Léta byla porotkyní celostátní literární soutěže Hlavnice A. C. Nora, dosud je v porotě celostátní literární soutěže Můj svět (pořadatelem je Knihovna Frýdek-Místek).

### Veřejná vystoupení
V Ostravě uspořádala řadu besed s literární tematikou a autorských čtení. Jejími hosty byli např. Blanka Kubešová, Eva Kotarbová, Helena Lisická, Petr Musílek, Oldřich Šuleř, Bohumil Pavlok, Karel Vysloužil, Karla Erbová, dále např. David Bátor, slovenští autoři Ján Tazberík, Erik Ondrejička, Ondrej Kalamár a další. S básníky Vladimírem Křivánkem a Zeno Kaprálem účinkovala v literárním pořadu hudebního festivalu Janáčkův máj (2010). V roce 2014 uvedla svou poezii na mezinárodním hudebním festivalu Colours of Ostrava. V rámci vlastních literární čtení vystoupila na celé řadě míst Česka, především v Praze, Olomouci a Opavě, a také v zahraničí (Slovensko, Německo, Srbsko, Bulharsko, Polsko). V Ostravě vede od roku 2021 literární skupinu Různorodí (Aleš Dostál, Miroslav Stoniš, Michaela Orsi aj.), která na svých akcích představuje mimo vlastních členů další autory z Česka i ze Slovenska. Dále vystupuje na literárních pořadech zaštiťovaných Českým centrem Mezinárodního PEN klubu, dříve také Obcí spisovatelů ČR.

## Literární dílo
Svými verši přispívala do středoškolského studentského časopisu, první báseň jí oficiálně vyšla v roce 1962 v ostravském Červeném květu. Psala do Máje (který se později přeměnil v Ostravský kulturní zpravodaj, Ostravský kulturní měsíčník, Kulturní měsíčník), dále publikovala v Hostu do domu, Sešitech pro mladou literaturu a v ostravském deníku Nová svoboda. Po odmlce v 70. letech přispívala do Kmene, Světa práce, Tvaru, Literárních novin, Lidových novin, Alternativy Novy, Dokořán, ostravských deníků Moravskoslezský den, Svoboda a do dalších regionálních listů. Tvorbu pro děti uveřejňovala ve Sluníčku, Mateřídoušce a Ohníčku. Její verše byly zhudebněny jejím manželem Dobroslavem Lidmilou (např. kantáty Motýlí čas, Odrou křestná, Východ nad večerem, Čtrnáct zastavení), i jinými skladateli.
Knižně debutovala v polovině 70. let 20. století. Těžiště básnické tvorby Lydie Romanské leží především v oblasti intimní lyriky, usilující o sebepojmenování soukromého mikrosvěta a uvědomění si sounáležitosti člověka s přírodou. Své životní peripetie a mnohdy velmi obtížné situace dokáže přetavit v konfesi lidskosti, lásky a oslavy života. Jistotu jí poskytuje prostor domova miniaturizovaný do detailů všedních věcí jejího bytu (Káva pro H., 2018) projektovaného však i do prostoru regionu, známých míst srostlých se vzpomínkami a opředených jazykem a příběhy předků (Poločas, 1989). Tato zakotvenost však není svazující, spíše inspirující k expanzi do nejobecněji pojatého prostoru intenzivní lidské vnímavosti, citu a pokory (Den latimerie, 2002). Je ctitelkou čisté poezie podle Henriho Bremonda, k němuž se přihlásila v letech 2016–2018 třemi sbírkami veršů. Posunula se od všeobjímajícího ztvárnění známého světa  k novým skutečnostem v prostoru svobodné imaginace.

### Poezie

#### Básnické sbírky
- Poéma Ostrava. 1. vyd. Ostrava: Profil, 1975. 62 stran. Proud; sv. 3. Ilustrace Miroslav Holas.
- Půl hodiny po lásce. 1. vyd. Ostrava: Profil, 1982. 80 stran. Proud; sv. 19. Ilustrace Vladimír Tesař.
- Dopolední poetika. 1. vyd. Ostrava: Profil, 1985. 92 stran. Proud; sv. 21. Ilustrace Věra Kovářová.
- Poločas. 1. vyd. Ostrava: Profil, 1989. 100 stran. Proud; sv. 28. Ilustrace Vlasta Baránková. ISBN 80-7034-033-9.
- Tanec o francouzské holi. 1. vyd. Ostrava: Výtvarné centrum Chagall, 1991. 87 stran. Ilustrace Jana Pivovarská. ISBN 80-900648-0-9.
- Poušť před rozbřeskem. 1. vyd. Opava: Optys, 1993. 74 stran.  Ilustrace Jitka Škarohlídová, doslov Jiří Urbanec. ISBN 80-85819-04-X.
- Nedomykavost času. Vyd. 1. Třebíč: Arca JiMfa, 1998. 88 stran. Ilustrace Jitka Janíková. ISBN 80-7221-018-1.
- Čtrnáct zastavení. 1. vyd. Ostrava: Repronis, 1999. 25 stran. Ilustrace Jitka Škarohlídová. ISBN 80-86122-35-2.
- Den latimerie. 1. vyd. Brno: Host, 2002. 87 stran. Ilustrace Libuše Obrdlíková. ISBN 80-7294-053-8.
- Goghova postel. Ostrava: Montanex, 2006. 61 stran. ISBN 80-7225-228-3.
- Svlékání z růže. Ostrava: Montanex, 2008. 111 stran. Ilustrace Milan Fiala. ISBN 978-80-7225-270-1.
- Aniž tvůj že jsem. 1. vyd. Ostrava: Montanex, 2010. 73 stran. Poezie a próza. Ilustrace Jan Gřešek. ISBN 978-80-7225-324-1.
- Postel v rohu zahrady: verše z let 2010-2013. [Tišnov]: Sursum, 2013. 54 stran. Ilustrace Antonín Gavlas. ISBN 978-80-7323-253-5.
- Sirka Henriho Bremonda. Červený Kostelec: Pavel Mervart, 2016. 95 stran. ISBN 978-80-7465-219-6.
- Prázdniny s Henrim. Červený Kostelec: Pavel Mervart, 2017. 65 stran. ISBN 978-80-7465-255-4.
- Káva pro H.: (kuchyňská revue). Červený Kostelec: Pavel Mervart, 2018. 62 stran. ISBN 978-80-7465-344-5.
- Nepokojná strieborná molekula:(Priestor medzi mužmi). Bratislava: Spolok slovenských spisovateľov, 2019. 66 stran. ISBN 978-80-8194-115-3.
- Zpovídat se z poezie. 1. vyd. Praha: Theatrum mundi, 2023. 124 stran. Fotografie Vojtěch Kemenny. ISBN 978-80-907056-8-5.

#### Bibliofilie
- Odrou křestná. 1.vyd. Ostrava: Správa chráněné krajinné oblasti Poodří. 1999. Ilustrace Liba Obrdlíková. Nestránkovaná bibliofilie bez ISBN.

#### Výbory z poezie
- Desátek: výbor z publikované poezie 1975-2002. 1. vyd. Brno: Host, 2003. 186 stran. Návrh uspořádání a doslov Jiří Urbanec. Jako ilustrace použila autorka fragmenty partitur Dobroslava Lidmily. ISBN 80-7294-097-X.
- Do výšky modra plyneš. 1. vyd. Praha: Theatrum mundi, 2024. 266 stran. Fotografie Vojtěch Kemenny. ISBN 978-80-908842-3-6.

#### Překlady básní
Ze slovenštiny přebásnila verše Miroslava Bielika, Štefana Cifry, Etely Farkašové, Ol'gy Gluštíkové a Jána Tazberíka.
- Bielik, Miroslav et al. Být knihou a v rukou se ti otevřít: výběr básní z knih pěti současných slovenských básníků. Překlad Lydie Romanská. Červený Kostelec: Pavel Mervart, 2019. 145 stran. ISBN 978-80-7465-386-5.

#### Přebásnění překladu
- Kusek, Karolina a Romanská, Lydie. S babičkou za ruku = Z babcią za rękę. Opava: Literature & Sciences, 2008. Z polštiny přeložil Libor Martinek, přebásnila Lydie Romanská. 73 stran. Ilustrace Wojciech Górki. ISBN 978-80-902981-9-4.

#### Libreta
Libreta ke dvěma hudebně dramatickým dílům pro děti Dobroslava Lidmily:
- Kde mají slavíci sál (1996)
- Cesta na boso (2003)

Její verše zhudebnili také hudební skladatelé: Vladimír Svatoš, Milan Báchorek, František Hába, Věroslav Neumann, Antonín Tučapský, Zbyšek Bittmar a další.

### Próza

#### Beletrie
- Ticho pro klarinet: příběhy poznamenané Ostravou. Ostrava: Montanex, 2007. 191 stran. ISBN 978-80-7225-230-5.
- Boží expo. [Tišnov]: Sursum, 2012. 175 stran. ISBN 978-80-7323-234-4.
- Láska je víc než láska. 1. vyd. V Praze: Klika, 2015. 290 stran. ISBN 978-80-87373-65-1.
- Otevřené (b)rány ticha. (ekniha). Žár – Dušan Žárský, 2017. 215 stran. ISBN 978-80-86725-92-5.
- Kletba podle Justiny. Červený Kostelec: Pavel Mervart, 2020. 355 stran. ISBN 978-80-7465-432-9.
- Dveře do zahrady. Praha: Bondy, 2020. 126 stran. ISBN 978-80-88073-94-9.
- Jaké to je...: (dvě prózy). Červený Kostelec: Pavel Mervart, 2022. 249 stran. Ilustrace Václav Šipoš. ISBN 978-80-7465-533-3.

#### Populárně naučná
- Dobroslav Lidmila: hudební skladatel, sbormistr, pedagog. 1. vyd. Ostrava: Repronis, 2006. 235 stran. ISBN 80-7329-120-7.
- Pavlok, Bohumil a Romanská, Lydie, ed. Slovo jako zrno: život a dílo básníka a spisovatele Bohumila Pavloka. 1. vyd. V Šenově u Ostravy: Obec Řepiště v nakl. Tilia, 2009. 251 stran. ISBN 978-80-86904-36-8.

#### Ediční činnost
- Romanská, Lydie, ed. Projít sám sebou: výběr z prací celostátní soutěže prózy Hlavnice A.C. Nora 2007. 1. vyd. Hlavnice: Sdružení Hlavnice A.C. Nora, 2007. 138 s. ISBN 978-80-254-0977-0.
- Romanská, Lydie, ed. Mávej a vzlétneš: [výběr z prací celostátní soutěže prózy Hlavnice A.C. Nora 2008. 1. vyd. Hlavnice: Sdružení Hlavnice A.C. Nora, 2008. 127 s. ISBN 978-80-254-3611-0.
- Romanská Lydie, ed. Refrény času: antológia súčasnej slovenskej a českej poézie = antologie současné české a slovenské poezie. 1. vydanie. Bratislava: Spolok slovenských spisovateľov, 2018. 247 stran.
- Romanská, Lydie, ed. Dekameron 2020: 100 nových povídek, které vznikly v době koronaviru. Praha: Bondy, 2020. 420 stran. ISBN 978-80-88073-56-7.

### Příspěvky ve sbornících, antologiích a almanaších
- Babler, Otto František a Blahynka, Milan. Jasmínová noc a jiné básně českých autorek. Blansko: Knihovna ZK ROH ČKD Blansko, 1983. 39 stran.
- Šiktanc, Karel, ed. a Piorecký, Karel, ed. Nejlepší české básně 2009. První vydání. Brno: Host, 2009, 131 stran. ISBN 978-80-7294-335-7.
- Lauerová, Sylva, ed. Královny slz a ostružin: almanach ženské milostné poezie: výběr současné profesionální i amatérské tvorby českých básnířek. Brno: Van Aspen, 2010. 559 stran. ISBN 978-80-254-7069-5.
- Spoluhlasom: slovensko-česká antológia. Žilina: Krajská knižnica v Žilině, 2014, 159 stran. ISBN 978-80-85148-81-7.
- Dunajské elégie: zborník z Medzinárodného literárneho festivalu k poézii o Dunaji s výberom textov zúčastnených autorov, Bratislava 23.-26.6.2016. Bratislava: Spolok slovenských spisovateľov 2016, 161 stran. ISBN 978-80-8194-031-6.
- Duše plné slov: almanach Obce spisovatelů ČR 2017. Vydání první. Praha: Havlíček Brain Team, 2017. 482 stran. ISBN 978-80-87109-65-6.
- Albrechtová, Blanka et al. Dámská jízda: skupinový portrét jedné generace-negenerace českých básnířek. 1. vydání. Křenovice: Kmen, 2018. 143 stran. ISBN 978-80-906880-9-4.
- Kpoz šumu cimbola. (54. Beogradcki meždunarodni cucreti picaca). Bělehrad (Srbsko), 2017, 157 stran. ISBN 978-86-6309-175-7.
- Básnici 2018. (Antológia poézie členov, prispievateľov a priaznivcov Spolku slovenských spisovateľov.) Bratislava: Spolok slovenských spisovateľov, 2018, 247 stran. ISBN 978-80-8194-101-6.
- Duní Dunaj…: Antológia slovenskej poézie o Dunaji. Bratislava: Spolok slovenských spisovateľov, 2020, 128 stran. ISBN 978-80-8194-123-8.
- Poezia. (Anul XXV,nr.3 ,93), Toamnă (Rumunsko), 2020, 250 stran. ISSN 1582-0890.
- Gabrišová, Zuzana ed. Milá Mácho: antologie českých básnířek 19.-20.-21. století. (s. 330 - Lydie Romanská: Dnes) 1. vyd. Brno: Větrné mlýny 2022. 449 stran.
- Hloušková, Zuzana ed. Ozvěny portugalských legend. 1. vydání. Hradec Králové, 2025, 353 stran. ISBN 978-80-908780-5-1.

## Ocenění
- Třetí místo v literární soutěži Ostrava město v pohybu za knihu Ticho pro klarinet (2007)
- Zlatý odznak s granáty udělený Unií českých pěveckých sborů (2007)
- Cena prof. Jana Šoupala udělená Unií českých pěveckých sborů (2008)
- Ocenění Moravskoslezským krajem za dlouholetou tvůrčí pedagogickou činnost ke Dni učitelů (2012)
- Cena Spolku slovenských spisovatel'ov za poezii (2019)
- Cena Obce spisovatelů ČR za celoživotní přínos literatuře (2023)